# Aillu

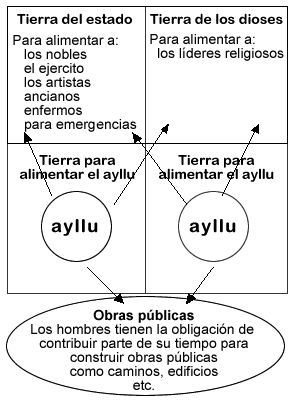
Esquema de las responsabilidades laborales de un aillu en el tiempo de los incas. Las flechas indican las otras tierras y trabajos que los miembros de un aillu debían hacer aparte del trabajo en su propio aillu que servía para alimentarse a ellos mismos.

Un aillu (en Bolivia y el Perú) o aíllo (en Chile) —del quechua: ayllu— es una forma tradicional de comunidad social originaria de la región andina, especialmente entre Quechuas y Aymaras.  El aillu era un grupo de familias que se consideraba de un descendiente de un lejano antepasado común, con un territorio con límites precisos.
A partir de investigaciones de John Murra y Ramiro Condarco se entiende el funcionamiento del Aillu en su forma más extendida y compleja. Se trata de archipiélagos de comunidades interzonales ubicadas en distintos pisos ecológicos.

## Organización
El aillu es la forma tradicional de una comunidad en los Andes, especialmente entre los quechuas y aimaras. Son un modelo de gobierno local en la región de los Andes de América del Sur, particularmente en Bolivia y Perú. Los aillus funcionaban antes de la conquista incaica, en el período colonial.
Los aillus funcionaron antes del periodo incaico, durante los períodos incaico y español, y continúan existiendo hasta el día de hoy, como la comunidad andina de Ocra. La membresía dio a las familias individuales más variación y seguridad en la tierra que cultivaban. Los aillus definían territorios y eran esencialmente familias extensas o grupos de parentesco, pero podían incluir miembros no relacionados. Su función principal era resolver problemas de subsistencia y problemas de cómo llevarse bien en la familia y la comunidad en general. Los aillus descendían de las estrellas en la cosmogonía incaica, y al igual que las estrellas tenían ubicaciones celestes únicas, cada aillu tenía una ubicación terrestre definida por la paqarina, el mítico punto donde se encontraba su propia wak'a o dios menor, generalmente encarnado en un objeto físico, como una montaña o roca.
Los aillus eran unidades sociales autosustentables que educarían a sus propios hijos y cultivarían o comerciarían todos los alimentos que comían, excepto en casos de desastres como los años de El Niño, cuando dependían del sistema de almacenes incaico. Cada aillu poseía una parcela de tierra y los miembros tenían obligaciones recíprocas entre sí.
Si una mujer se casaba con un hombre perteneciente a otro aillu, era ella quien generalmente se unía a la clase y aillu de su pareja como lo harían sus hijos, pero heredaba la tierra de sus padres y conservaba su membresía en su aillu de nacimiento. Así es como ocurrieron la mayoría de los movimientos de personas entre aillus. Pero una persona también podría unirse a un aillu asumiendo la responsabilidad de ser miembro. Esto incluía la mink'a, trabajo comunal para fines comunes, el ayni o trabajo en especie para otros miembros del aillu, y la mit'a, una forma de impuesto recaudado por el gobierno incaico y el virreinato español.
El curaca era el jefe del aillu y quien se encargaba de distribuir las tierras, organizar los trabajos colectivos y actuar como juez de la comunidad. El cargo de curaca no se heredaba, sino que era seleccionado a través de un ritual; en algunas ocasiones eran nombrados directamente desde el Cuzco.
Gracias a esta organización social, los incas lograron no sufrir hambre y además pudieron construir un sistema de caminos, escaleras y puentes que comunicaban al vasto imperio incaico y permitían que un mensaje se pudiera enviar desde Cuzco a Lima en 10 días.

## Vínculos
- Vínculo familiar

El aillu estaba constituido por un conjunto de familias que estaban vinculados entre sí por un sistema de parentesco real. Algo muy similar solía ocurrir con la gens romana, por ejemplo.
En cuanto al número de familias que conformaban cada aillu, los historiadores señalan que hubo aillus de veinte familias, como también de cincuenta y cien familias.
- Vínculo religioso

Todos los miembros del aillu se reconocían descendientes de un antepasado común, que denominaban “wak'a”, al que habían convertido en el dios tutelar de la agrupación multifamiliar. Así mismo, se creía que todos sus antepasados provenían de un mismo lugar llamado “Paqarina”. A los huacas y pacarinas rendíanles culto mediante ceremonias, fiestas y ofrendas.
- Vínculo político

Se refiere a la participación de todos los miembros en las decisiones políticas del aillu, ya sea al defenderse del ataque de otros aillus, para emigrar o declarar la guerra. En tales decisiones estaban comprometidos y todos lo acataban.
- Vínculo económico

Estaba ligado principalmente a la “marka” o parcela de tierra que todos los miembros del aillu cultivaban, y donde construían sus viviendas. La tierra no sólo tenía un valor económico, sino, sobre todo, una connotación sagrada era la “Pachamama” o “Madre Tierra”. Los habitantes se creían hijos de la tierra.

## Práctica actual
aillu es un vocablo de los idiomas quechua y aimara que se refiere a una red de familias en un área determinada, a menudo con un ancestro común putativo o ficticio. La cabeza masculina de un aillu se llama mallku que significa, literalmente, «cóndor», pero es un título que puede traducirse más libremente como «príncipe».

Los aillus actuales se distinguen por la autosuficiencia comparativa, el territorio de propiedad común y las relaciones de reciprocidad. Los miembros participan en trabajo colectivo compartido para instituciones externas (mit'a), en intercambios recíprocos de asistencia (en quechua, ayni) así como en tributos laborales comunitarios minga o (mink'a, en español, faena).
“La solidaridad del aillu es una combinación de parentesco y lazos territoriales, además de simbolismo. (Albo 1972; Duviols 1974; Tshopik 1951; y Urioste 1975). Estos estudios, sin embargo, no explican cómo el aillu es un todo corporativo, que incluye principios sociales, verticales y metafóricos ...

Un aillu también se refiere a las personas que viven en un territorio [compartido] (llaqta) y que alimentan los santuarios terrestres de ese territorio.”
En Bolivia, los representantes de los aillus son enviados al Consejo Nacional de Ayllus y Markas del Qullasuyu (Conamaq). Este cuerpo elige un Apu Mallku como su cabeza.